# Ciomăgești
Ciomăgeşti é uma comuna romena localizada no distrito de Argeş, na região de Muntênia. A comuna possui uma área de 37.68 km² e sua população era de 1176 habitantes segundo o censo de 2007.